# Mount Aspiring / Tititea
Mount Aspiring / Tititea je gora v novozelandskih Južnih Alpah na Južnem otoku Nove Zelandije. Z višino 3033 m je nesporen najvišji vrh na ozemlju Nove Zelandije izven masiva Aoraki / Mount Cook. Maorsko ime Tititea pomeni »bleščeči vrh«.
Od leta 1964 je celotno območje zaščiteno z narodnim parkom Mount Aspiring, ki pokriva površino 3555 km² in skupaj z drugimi zavarovanimi območji tvori Te Wahipounamu, ki ga je UNESCO razglasil za svetovno dediščino. Gora vsako leto privabi veliko turistov. Izbran je bil tudi za prizor v filmski adaptaciji trilogije Gospodar prstanov Petra Jacksona.

## Opis
Je v narodnem parku Mount Aspiring v Otagu in ima višino 3033 metrov. Maori so ga poimenovali Tititea, po poglavarju plemena Waitaha, ki je bilo prvo ljudstvo, ki je naselilo Južni otok. Glavni geodet province Otago, John Turnbull Thomson, jo je decembra 1857 poimenoval Aspiring. Pogosto jo imenujejo tudi 'južni Matterhorn' zaradi njenega piramidastega vrha, gledanega z reke Matukituki. Prvi vzpon so 23. novembra 1909 izvedli major Bernard Head in vodnika Jack Clarke in Alec Graham. Headova skupina se je povzpela na vršni greben po zahodni steni z ledenika Bonar, smer pa ni ponovila do leta 1965.
Mount Aspiring / Tititea leži rahlo zahodno od glavne razvorice, 30 kilometrov zahodno od jezera Wānaka. Leži na stičišču treh glavnih ledeniških sistemov – ledenika Bonar, ki se izliva v reko Waipara, ter ledenikov Volta in Therma, ki se izlivata v reko Waiatoto. Waipara je pritok reke Arawhata, reki Arawhata in Waitoto pa se izlivata na zahodno obalo med Haast in Jackson Bay.

## Plezanje
Najpogosteje uporabljena pot do gore Aspiring je navzgor po dolini West Matukituki, ki je na koncu 50-kilometrske ceste od Wānake pri Raspberry Flatu. Od tod mreža koč ponuja izhodišče za plezalce.
Prva je Mount Aspiring Hut, ki je od konca ceste oddaljena 8 kilometrov (ali približno dve uri hoje). Naslednja koča je oddaljena 8-12 ur hoje, ki je večinoma zunaj poti. Pot omogoča pot samo za prvo polovico pristopa, ki se vije po ravninskem dnu doline. Od konca poti se lahko povzpnemo na francoski greben in prečkamo ledenik Bonar ali pa se povzpnemo na Bevan Col do ledenika Bonar. Oba zahtevata dobre veščine iskanja poti ter poznavanje tehnik plezanja in hoje po ledeniku. Številni plezalci se zaradi napornega pristopa odločijo za letenje s helikopterjem.
Gora in park sta priljubljena med plezalci in pohodniki, zato je doživela številne nesreče in smrti.